# Micheline Toussaint-Richardeau
Micheline Toussaint-Richardeau (Tihange, 12 juli 1947) is een voormalig Belgisch lid van het Waals Parlement.

## Levensloop
Toussaint-Richardeau werd beroepshalve hoofd van een administratieve dienst, experte op ministeriële kabinetten en directiesecretaresse.
In oktober 1982 werd ze voor de Parti Socialiste verkozen tot gemeenteraadslid van Hoei en van 1989 tot 2009 was ze er schepen onder burgemeester Anne-Marie Lizin. Van 2009 tot 2010 was ze burgemeester van Hoei. In 2010 verliet ze de gemeentepolitiek van Hoei.
Van 1995 tot 1999 zetelde ze voor het arrondissement Hoei-Borgworm in het Waals Parlement en in het Parlement van de Franse Gemeenschap. Van 1999 tot 2000 was ze opnieuw lid van beide parlementen in opvolging van Waals minister Robert Collignon.